# Lingua araba tunisina
L'arabo tunisino o tunisino (تونسي, Tunsi), è la varietà di lingua araba parlata in Tunisia, parte del continuum linguistico maghrebino. È parlato da circa undici milioni di persone in Tunisia, e dai tunisini residenti all'estero (principalmente in Francia, in Italia . È generalmente noto sotto il nome di Tunsi, che significa tunisino, o di Darija ("linguaggio colloquiale"), per venire distinto dall'arabo standard, la lingua ufficiale del paese.
Esso, similmente alle altre varietà del Maghreb, è caratterizzato da un importante sostrato berbero, punico e latino, derivante dall'antica lingua romanza d'Africa, oltre a presentare influenze turche, italiane, siciliane, spagnole e francesi.
L'arabo tunisino appartiene ad un continuum dialettale coesistente con le varietà arabe parlate nelle regioni limitrofe dell'Algeria orientale e della Libia occidentale. Morfologia, sintassi, pronuncia e vocabolario dell'arabo tunisino sono molto diversi da quelli dell'arabo standard: pertanto risulta difficilmente comprensibile dai parlanti di lingua araba del Medio Oriente, compresi gli egiziani; mentre è più facilmente comprensibile per gli altri maghrebini di lingua araba, al prezzo di uno sforzo per adattarsi a forti differenze soprattutto nella prosodia. Le varietà tunisine presentano una profonda vicinanza con la lingua maltese.

## Varianti
L'arabo tunisino comprende una moltitudine di dialetti, divisi principalmente in due famiglieː da una parte i dialetti pre-hilalici e dall'altra i dialetti hilalici.